# Rue Stephenson (Paris)
Pour les articles homonymes, voir Rue Stephenson.
La rue Stephenson, anciennement « rue des Cinq-Moulins », est une rue du 18e arrondissement de Paris.

## Situation et accès
Cette rue va de la rue de Jessaint aux rues Ordener et Marcadet et fait partie du quartier de la Goutte-d'Or.
Le quartier est desservi par la ligne 2 à la station La Chapelle.

## Origine du nom

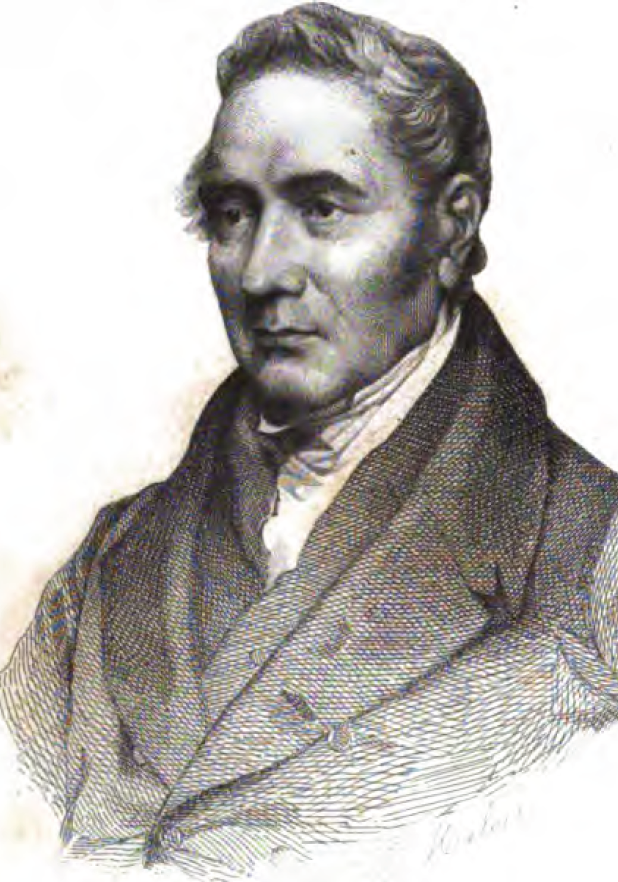
George Stephenson.

Cette voie rend hommage à George Stephenson, ingénieur anglais qui a construit la première locomotive et a élaboré le tracé de la ligne de Paris-Nord à Lille voisine.

## Historique
Tracée dans la première partie du XIXe siècle dans la commune de La Chapelle, elle s’appelait à l'origine « rue des Cinq-Moulins », du nom de la butte éponyme située un plus à l'ouest (plus ou moins à l'emplacement du square Léon). Elle partait de la rue Doudeauville et finissait en cul-de-sac au nord de la rue de Jessaint. Le prolongement jusqu'à la rue de Jessaint est déclarée d'utilité publique en mai 1859.
En 1859, la commune de La Chapelle est rattachée à Paris et, en 1863, la rue est officiellement classée dans la voirie parisienne.
En février 1867, elle est renommée « rue Stephenson ».
En 1885, un journaliste parle de la rue Stephenson comme étant située « dans un des quartiers les plus peuplés, les plus vivants de Paris » .
À la fin du XIXe siècle, elle est prolongée au nord de la rue Doudeauville jusqu'à la rue Ordener en passant à travers le passage Doudeauville. À la même époque, elle est prolongée au sud par la rue de Tombouctou et quelques immeubles sont détruits pour permettre le percement de la rue Jean-François-Lépine.

## Bâtiments remarquables et lieux de mémoire
- No 28 : en 1910 se trouve à cette adresse un vaste terrain vague dans lequel s’élèvent trois hangars appartenant à un marchand de ferraille en gros[9].

## Au cinéma
La rue apparait dans Deux Moi (2018), film de Cédric Klapish qui y fait habiter, dans des immeubles mitoyens, les deux personnages principaux (l'immeuble de Mélanie (jouée par Ana Girardot) existe vraiment, l'immeuble de Rémy (joué par François Civil) est un immeuble existant ailleurs reconstitué en 3D pour les besoins du film et placé à côté de celui de Mélanie.